# Ptilope de Richards
Ptilinopus richardsii
Espèce
Statut de conservation UICN

 LC  : Préoccupation mineure
Le Ptilope de Richards (Ptilinopus richardsii) est une espèce d’oiseaux appartenant à la famille des Columbidae.

## Répartition et sous-espèces
- P. r. richardsii Ramsay, EP, 1882	– Ugi et Santa Ana ;
- P. r. cyanopterus Mayr, 1931 – province de Rennell et Bellona.